# Giovanni Alfonso Borelli

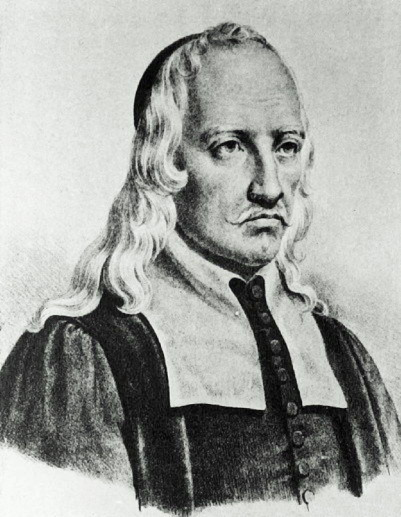
Giovanni Alfonso Borelli

Giovanni Alfonso Borelli (* 28. Januar 1608 in Neapel; † 31. Dezember 1679 in Rom) war ein italienischer Physiker, Mathematiker und Astronom und gilt als bedeutender Iatromechaniker und Vertreter der Iatrophysik.

## Leben
Giovanni Alfonso Borelli war eines von fünf Kindern des spanischen Soldaten Miguel Alonso, der im Castel Nuovo in Neapel stationiert war, das damals seit über 100 Jahren unter spanischer Herrschaft war. Seine Mutter Laura Porrello war Italienerin. Von den Geschwistern erreichte nur sein jüngerer Bruder Filippo (* 1614) das Erwachsenenalter. Er wurde 1608 als Giovanni Francesco Antonio Alonso getauft. Später änderte er seinen Namen in Borelli (der ähnlich klang wie der Mädchenname seiner Mutter) und seinen Vornamen in Alfonso. Ab 1614 wohnte die Familie im Castel Sant Elmo. Aufgrund von Kontakten zum als Häretiker dort gefangengehaltenen Philosophen Tommaso Campanella wurde der Vater vorübergehend aus Neapel verbannt und ging nach Rom, kehrte aber nach der Begnadigung 1617 ins Kastell San Elmo zurück und starb 1624. Seine Mutter überlebte ihn bis 1640 und arbeitete ebenfalls im Kastell San Elmo.
Über die Anfangsjahre von Borelli ist wenig bekannt. Möglicherweise besuchte er medizinische Vorlesungen in Neapel und er war auch mit Campanella bekannt, der ab 1618 im Castel Nuovo unter gelockerten Haftbedingungen war und Besucher empfangen konnte. Möglicherweise war er auch sein Schüler. 1628 ging Borelli nach Rom und änderte dabei seinen Namen und verbarg seine spanische (und neapolitanische) Herkunft. Auch Campanella war seit 1626 in Rom und ab 1628 auf freiem Fuß. Campanella machte Borelli mit dem Mathematikprofessor an der Universität La Sapienza Benedetto Antonio Castelli bekannt, und Borelli wurde mit den Werken von Euklid und Apollonios von Perge bekannt und studierte außerdem Astronomie und Mechanik. Er kam auch mit dem Galilei-Schüler Evangelista Torricelli in Kontakt, der Sekretär von Castelli war. Zu dieser Zeit fand 1632 der Prozess gegen Galilei statt, der mit seinem Widerruf seiner Verurteilung 1633 zu Hausarrest endete. Auch Campanella bekam wieder Schwierigkeiten mit der Inquisition und floh 1634 nach Paris, begleitet von Borellis Bruder Filippo.
Mit einer Empfehlung von Castelli ging Borelli 1635 nach Messina, wo er Professor für Mathematik wurde (den Lehrstuhl erhielt er 1639). Nebenbei unternahm er auch vulkanologische Forschungen und bestieg den Ätna. 1639 war er Mitglied der in diesem Jahr gegründeten Accademia della Fucina in Messina. Außerdem stieß er auf die nachgelassenen Schriften des sizilianischen Mathematikers Franciscus Maurolicus, die er für eine Veröffentlichung bearbeitete, der unter anderem versuchte die Bücher V und VI von Apollonios von Perge zu rekonstruieren (herausgegeben erst 1654 von Borelli) und an Archimedes anknüpfte. Aufgrund seines gestiegenen Ansehens (Castelli schlug ihn 1640 als Mathematikprofessor in Pisa vor, der Lehrstuhl ging aber an einen anderen) als Mathematiker wurde er 1641 vom Senat von Messina auf Reisen gesandt, um weitere Hochschullehrer für die Universität zu rekrutieren. Er besuchte Rom, Neapel und Florenz, kam aber zu spät um noch Galilei zu treffen, der 1642 gestorben war, und traf stattdessen dessen Schüler Vincenzo Viviani und den an Wissenschaft interessierten Prinzen Leopold von Medici (Bruder des Großherzogs). In Bologna traf er Bonaventura Cavalieri und er besuchte auch noch Padua und Venedig, bevor er nach Messina zurückkehrte.
Nachdem er als Nachfolger von Cavalieri 1650 in Bologna übergangen worden war (zugunsten von Giovanni Domenico Cassini) wurde er 1656 Professor für Mathematik in Pisa. 1667 kehrte er nach Messina auf seinen alten Lehrstuhl zurück. Da er aktiv gegen die spanische Herrschaft in Sizilien opponierte, musste er 1672 die Insel wieder verlassen, um einer Verhaftung zu entgehen. Er ging nach Rom und war Mitglied des Kreises um die ehemalige Königin Christina von Schweden. Nachdem er beraubt worden war, musste er bei Geistlichen in der Casa di San Pantaleo Unterschlupf suchen und unterrichtete in deren Schule Mathematik.

## Werk

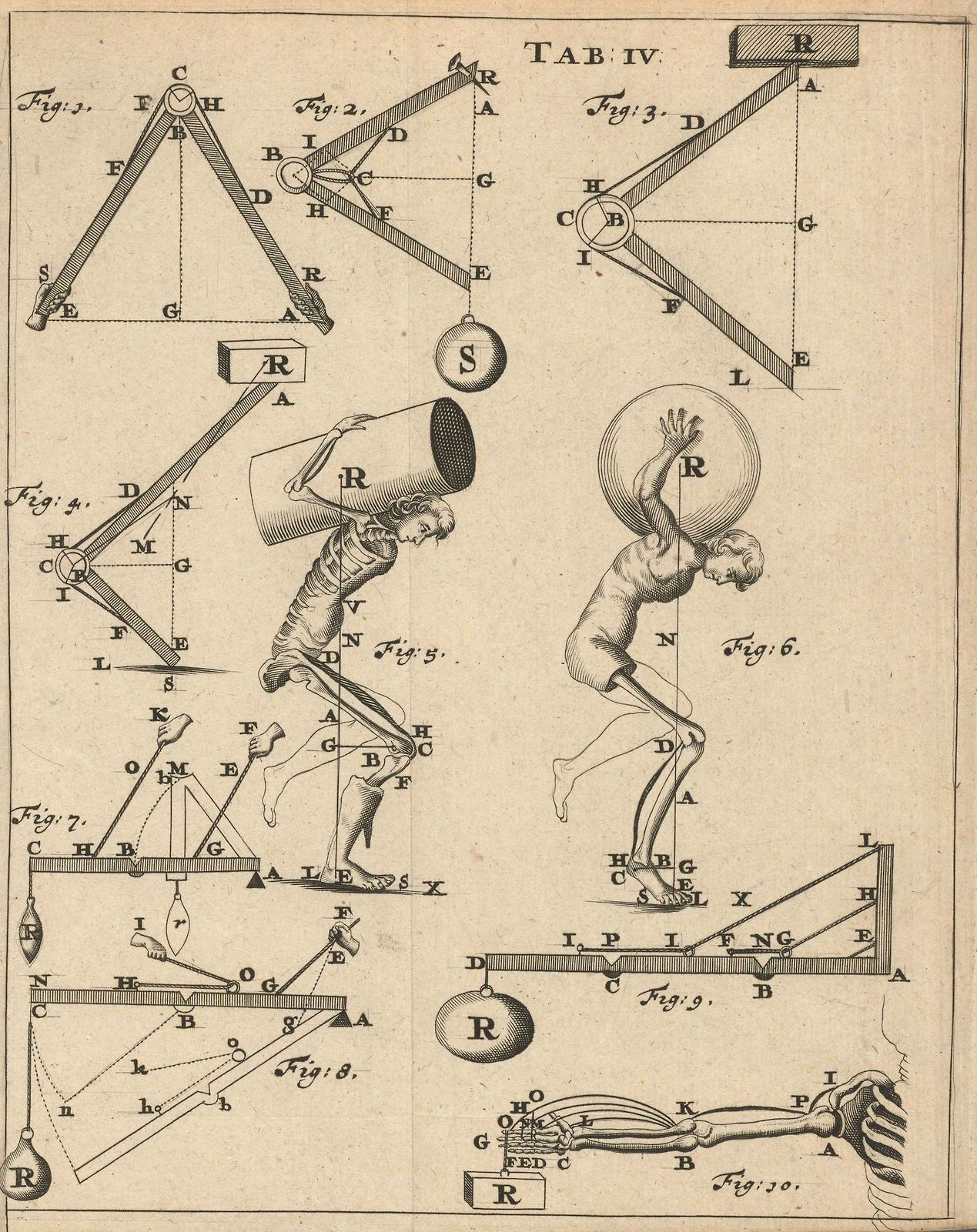
De motu animalium, 1685

Borelli gilt als Pionier der Biophysik. 1649 veröffentlichte er eine Arbeit über die verheerende Seuche der Jahre 1647/48 in Sizilien. Die epidemiologische Untersuchung gilt als frühes Beispiel der Verwendung experimenteller Methoden in der Physiologie, der sich Borelli von da an ausführlich widmete, speziell der Mechanik der Muskelbewegung und der Bewegung von Tieren. Er wies die Ansicht des Aristoteles eines dem Körper innewohnenden animalischen Geistes zurück und erklärte die Muskelbewegung (auch des Herzens) rein mechanisch unter Verwendung elementarer Mathematik und basierend auf anatomischen Studien. In Pisa kam er in Kontakt mit dem als Professor in Bologna tätigen Anatomen und Physiologen Marcello Malpighi, der ähnliche Ideen verfolgte. 1656 hatte Borelli in der Lymphe und im Blutserum die später Lymphozyten genannten weißen Blutzellen (Leukozyten) beobachtet. Borelli war ein bedeutendes Mitglied der Accademia del Cimento, die bis etwa 1667 bestand. Sein streitbarer Charakter soll allerdings ein Grund für die Auflösung der Akademie gewesen sein. Sein Hauptwerk in der Biomechanik (Iatromechanik) erschien erst nach seinem Tod, finanziert von Königin Christina von Schweden und herausgegeben von den Geistlichen von San Pantaleo (De motu animalium, 2 Bände, Rom 1680, 1681). Damit wurde er zum „Begründer der Bewegungsphysiologie“. Nachfolger für seine Ideen fand er vor allem in Italien, insbesondere bei Lorenzo Bellini (1643–1704), Professor in Pisa, und Giorgio Baglivi (1669–1707), Professor in Rom.
1658 veröffentlichte er seine Behandlung von Euklids Elementen als Euclides restitutus. Bald darauf identifizierte er ein arabisches Manuskript in der Biblioteca Laurenziana in Florenz als die lange verloren geglaubten Bücher V, VI und VII von Apollonios Kegelschnitten und gab es in Zusammenarbeit mit dem Arabisch-Kenner Abraham Ecchellensis in Rom heraus – es erschien in Florenz 1661.
Er befasste sich auch mit Astronomie, beginnend mit einer Publikation über den großen Kometen von 1664, wobei er nachwies, dass er weiter entfernt war als der Mond, seinen Abstand zur Erde veränderte und wahrscheinlich auf einer Parabelbahn oder Ellipsenbahn umlief. Er gründete 1665 ein Observatorium in der Festung San Miniato bei Pisa und veröffentlichte 1666 ein größeres Werk über die physikalischen Ursachen der Bewegung der Jupitermonde (Mediceische Planeten genannt, das Werk war auch seinem Gönner, dem Großherzog der Toskana gewidmet): Theoricae mediceorum planetarum ex causis physicis deductae. Er vermutete wie Johannes Kepler elliptische Bahnen (mathematisch in den Kegelschnitten von Apollonios beschrieben) und vermutete als Ursache dieselbe Schwerkraft, die auch Massen zur Erde anzieht, in Zusammenspiel mit einer Zentrifugalkraft. Das Buch war Isaac Newton bekannt, der diese grundlegenden Ideen (insbesondere die Verbindung der auf der Erde wirkenden Schwerkraft mit der Bewegung der Himmelskörper) später viel gründlicher in seinem Hauptwerk behandelte.
Mit seinen Studien und seiner Publikation von 1670 war er auch ein Pionier der Erforschung der Kapillarität (er fand, dass die erreichte Höhe einer Flüssigkeit umgekehrt proportional zum Radius der Röhre war).
In seinem Buch Euclides restitutus (1658) bemüht er sich um eine klare, zeitgemäßere Darstellung der Elemente von Euklid und kritisiert das Parallelenpostulat.

## Editionen

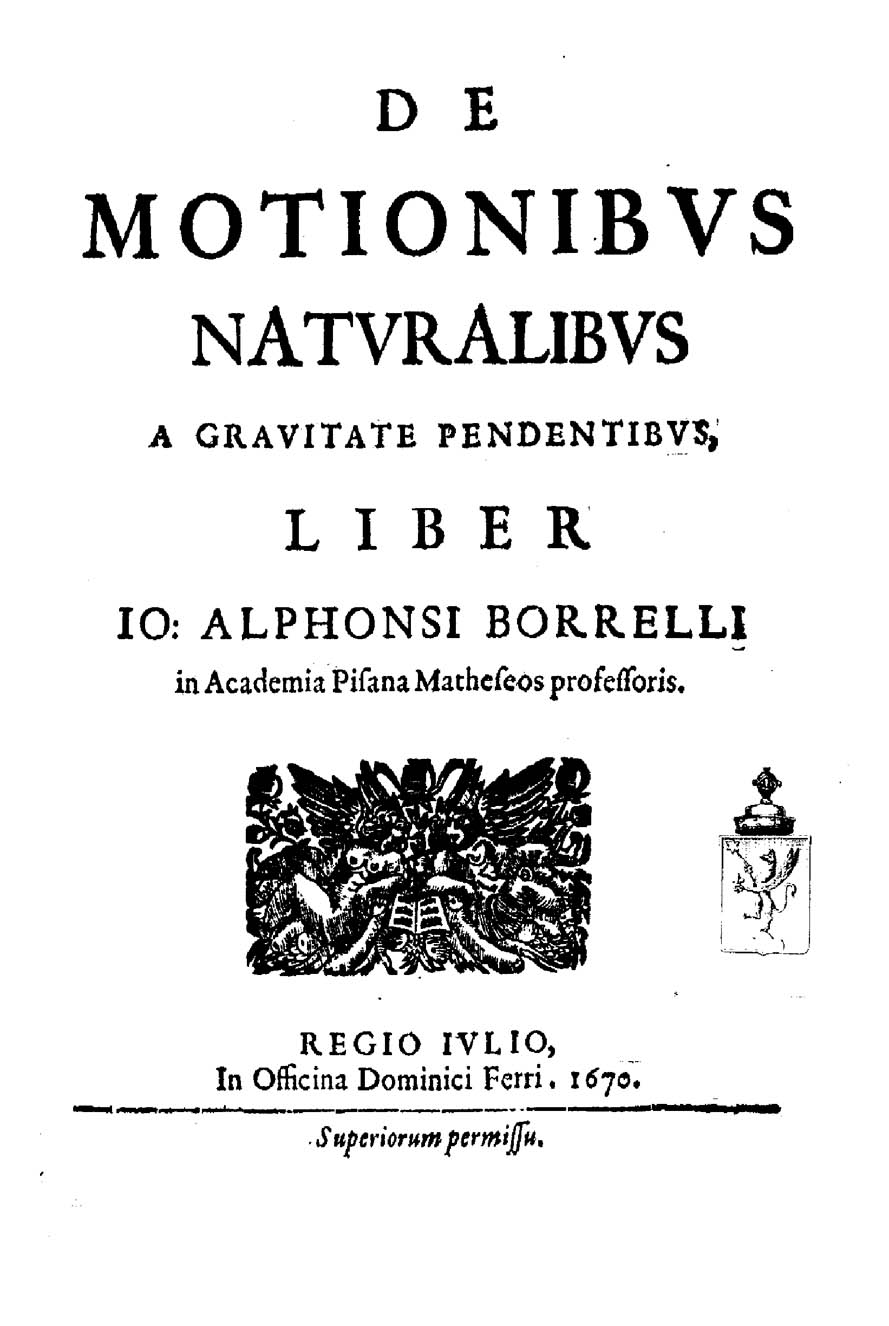
De motionibus naturalibus a gravitate pendentibus, 1670

- Cagioni delle febbri maligne in Sicilia negli anni 1647-1648.
- Della cagioni delle febbri maligni, Pisa 1658.
- Euclides restitutus, sive prisca geometriae elementa, brevius, & facilius contexta, Pisa 1658.
- De Renum usu Judicium, Straßburg 1664.
- Lettera del movimento della cometa apparsa il mese di dicembre del 1664 a Pisa, 1665.
- Theoricae mediceorum planetarum ex causis phisicis deductae, Pisa 1666.
- De vi percussionis, et motionibus naturalibus a gravitate pendentibus. Giacomo Monti, Bologna 1667 (Latein, beic.it). Leiden 1686
- Osservazioni intorno alle virtù ineguali degli occhi, Messina 1669.
- Historia et meteorologia incendii Aetnaei anni 1669. Domenico Antonio Ferro, Reggio Calabria 1670 (Latein, archive.org).
- De motionibus naturalibus a gravitate pendentibus. Domenico Antonio Ferro, Reggio Calabria 1670 (Latein, beic.it).
- De Motu Animalium.
  - 1ª parte, Roma 1680; 2ª parte, Rome, 1681.